# Araneus decoratus
Araneus decoratus là một loài nhện trong họ Araneidae.
Loài này thuộc chi Araneus. Araneus decoratus được Tord Tamerlan Teodor Thorell miêu tả năm 1899.